# بالوس هايتس
بالوس هايتس (إلينوي) (بالإنجليزية: Palos Heights, Illinois)‏ هي مدينة تقع في الولايات المتحدة في مقاطعة كوك، إلينوي. يقدر عدد سكانها بـ 12,515 نسمة .

## أعلام
- إد سبرينكل
- أنتوني روكو مارتن
- جينيفر ليان